# Itimbiri
Itimbiri – rzeka w Demokratycznej Republice Konga, dopływ rzeki Kongo.